# Gašnica
Gašnica (szerbül: Гашница), falu Gradiška községben, Bosznia-Hercegovinában, Bosanska krajina területén, a Szerb Köztársaságban. 

## Fekvése
Bosznia-Hercegovina északi részén, a Potkozarje területén, Banja Lukától légvonalban 45, közúton 55 km-re északra, községközpontjától légvonalban 13, közúton 18 km-re nyugat-északnyugatra, Orahova és Bistrica között, a Száva-folyó jobb partján fekszik ott, ahol a Gašnica-patak a Szávába ömlik. A település domborzata két részre tagolódik. A Szávamenti rész, sík, hordalékos talajú, tengerszint feletti magassága 90-100 méter. A település déli része felnyúlik a Prosara-hegység északi lejtőire, ahol 300 méter fölé emelkedik. Több, kis településből áll.

## Népessége
| Nemzetiségi csoport | Népesség 1991 | Népesség 2013 |
| ------------------- | ------------- | ------------- |
| Szerb               | 417           | 347           |
| Bosnyák             | 0             | 2             |
| Horvát              | 1             | 3             |
| Jugoszláv           | 17            | 0             |
| Egyéb               | 8             | 2             |
| Összesen            | 443           | 354           |

## Története
A falu középkori életére utalhat az a 9. – 10. századi, vasból készült, „fecskefarkú” nyílvessző, amit a területén találtak. A település 1537 körül, Gradiška elestével került török kézre. Az oszmánok uralma alatt Gradiškához hasonlóan a kobaškai kapitányság része volt, melynek központja eredetileg Bosanski Kobašban (a mai Kobašban Srbacban) volt. Amikor Szlavóniából gyakori osztrák-magyar betörések voltak, a kapitányság székhelyét 1723-ban Kotorba, a mai Kotor-Varošba helyezték át. 
1875. augusztus 28-án csata zajlott itt a hajdúk és a Petar Popović Pecija vezette felkelők, valamint a törökök és a helyi parasztok között. Pecija ebben a csatában halt meg, amikor egy ebből a faluból kilőtt puskalövedék a Száva túloldalára menekülő Peciját eltalálta.
A település 1878-ig tartozott az Oszmán Birodalomhoz, ekkor a berlini kongresszus határozata alapján az Osztrák-Magyar Monarchia része lett. 1879-ben az első osztrák-magyar népszámlálás során az Orahovo községhez tartozó településnek 75 háztartása és 371 ortodox szerb lakosa volt. 1910-ben a Bosanska Gradiškai járáshoz tartozó településen 122 háztartást, 600 ortodox szerb, 1 muszlim és 2 római katolikus lakost találtak. A monarchia szétesésével 1918-ban előbb a Szerb-Horvát-Szlovén Királyság, majd 1929-től a Jugoszláv Királyság része. 1921-ben 141 háztartása és 796 lakosa volt.

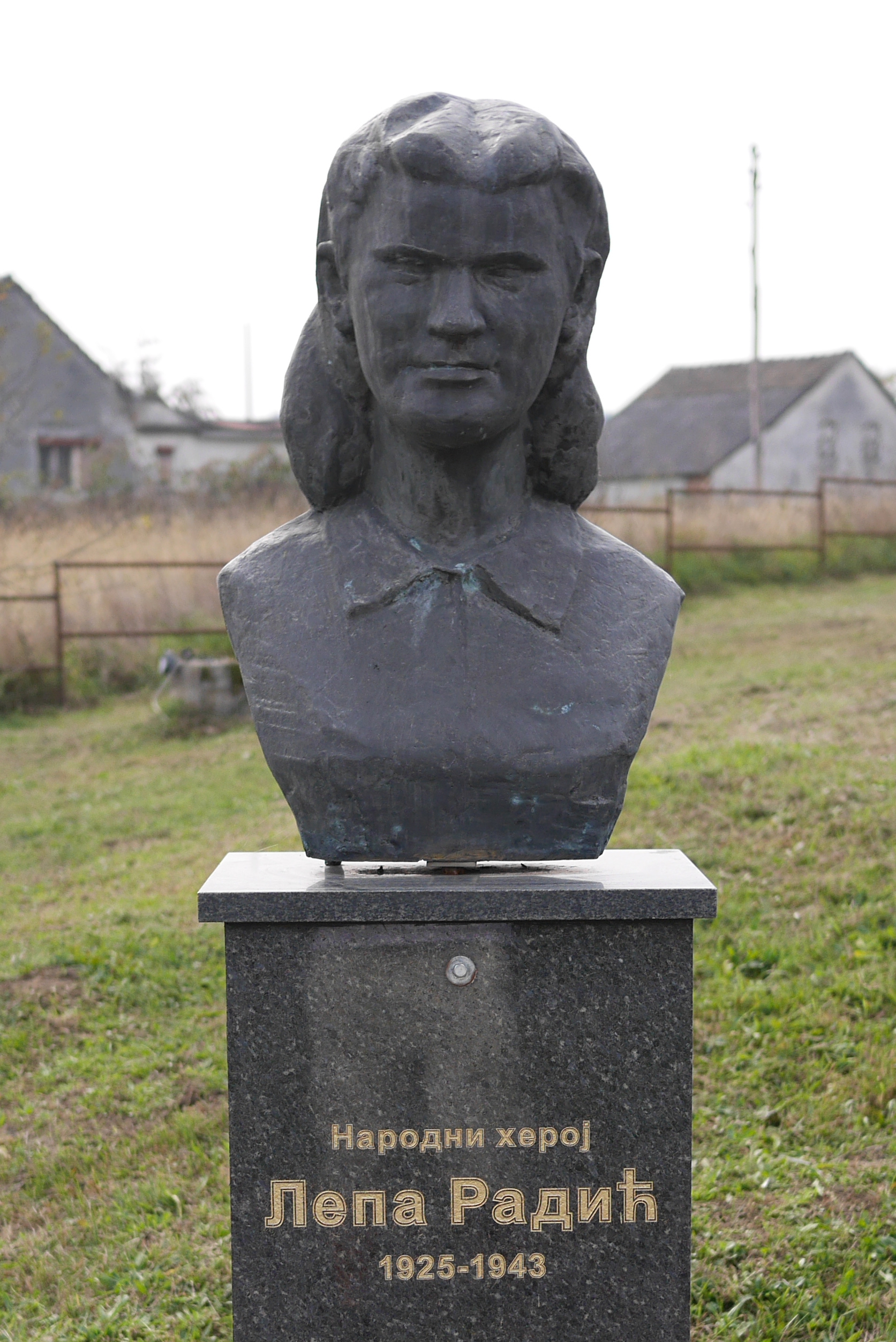
Lepa Radić mellszobra a szomszédos Bistrica emlékparkjában

Jugoszlávia megszállása után a település a Független Horvát Állam (NDH) része lett. Lakói közül sokan csatlakoztak a Kozara-hegységben megbújó partizánokhoz. 1945-től a település a szocialista Jugoszlávia része lett. A boszniai háború idején a település a Boszniai Szerb Köztársaság része volt. 

## Híres emberek
Ebben a faluban született 1925. december 19-én Lepa Radić (1925-1943) a nemzeti felszabadító hadsereg fiatal harcosa, Jugoszlávia nemzeti hőse.